# Итоговый турнир WTA 2009 — парный турнир
 Нурия Льягостера Вивес и  Мария Хосе Мартинес Санчес выиграли титул, попутно обыграв две сильнейшие пары мира: сестёр Уильямс (3 выигранных турнира Большого шлема в сезоне), а также лидеров рейтинга и действующих чемпионок турнира — Кару Блэк и Лизель Хубер.

## Сеяные
| 1. Кара Блэк / Лизель Хубер ( Финал ) 2. Серена Уильямс / Винус Уильямс ( Полуфинал ) | 1. Нурия Льягостера Вивес / Мария Хосе Мартинес Санчес ( Титул ) 2. Саманта Стосур / Ренне Стаббз ( Полуфинал ) |

## Сетка

### Используемые сокращения
- Q (англ. qualifier, дословно — квалифицировавшийся) — победитель квалификационного турнира.
- WC (англ. wild card, уайлд-кард) — специальное приглашение от организаторов.
- LD (англ. last direct acceptance, последний прямой допуск) — игрок, находящийся последним в списке участников, попадающих напрямую в основную сетку.
- LL (англ. lucky loser, лаки-лузер) — игрок с наивысшим рейтингом из проигравших в финальном раунде квалификации, приглашённый в качестве замены поздно снявшегося игрока основной сетки.
- Rt (англ. retired, дословно — снявшийся) — отказ игрока от продолжения игры по ходу матча.
- W/O (англ. walkover, дословно — проход) — выигрыш на невыходе соперника на игру.
- SE (англ. special exempt) — специальный допуск. Используется для игроков, которые удачно сыграли на неделе, предшествовавшей турниру, и потому не могли участвовать в квалификации.
- SR (англ. special rating) — специальный рейтинг. Даётся игроку, получившему травму и выбывшему из тура не менее чем на 6 месяцев и до двух лет. В этом случае его рейтинг на время лечения травмы «замораживается» и затем после возвращения, он имеет право заявляться на несколько турниров (определяется регламентом тура), чтобы попадать на турниры своего уровня.
- PR (англ. protected ranking, дословно — защищённый рейтинг). Используется для допуска в турнир игроков, пропустивших долгое время из-за травмы и опустившихся в рейтинге.
- ALT (англ. alternate) — альтернативный игрок в сетке (замена кого-то из поздно снявшихся с турнира).
- S (англ. suspended, дословно — отложен) — матч приостановлен из-за дождя или темноты.
- D (англ. defaulted) — один из спортсменов снят с турнира за неспортивное поведение.

|  | Полуфиналы | Полуфиналы                                        | Полуфиналы                                        | Полуфиналы                                        | Полуфиналы                                        | Полуфиналы                                        | Полуфиналы                                        | Полуфиналы | Полуфиналы | Полуфиналы |   |                        | Финал                  | Финал                                             | Финал                                             | Финал                                             | Финал                                             | Финал                                             | Финал                                             | Финал | Финал | Финал |
|  |            |                                                   |                                                   |                                                   |                                                   |                                                   |                                                   |            |            |            |   |                        |                        |                                                   |                                                   |                                                   |                                                   |                                                   |                                                   |       |       |       |
|  | 1          | Кара Блэк Лизель Хубер                            | Кара Блэк Лизель Хубер                            | Кара Блэк Лизель Хубер                            | Кара Блэк Лизель Хубер                            | Кара Блэк Лизель Хубер                            | Кара Блэк Лизель Хубер                            | 3          | 7          | [10]       |   |                        |                        |                                                   |                                                   |                                                   |                                                   |                                                   |                                                   |       |       |       |
|  | 1          | Кара Блэк Лизель Хубер                            | Кара Блэк Лизель Хубер                            | Кара Блэк Лизель Хубер                            | Кара Блэк Лизель Хубер                            | Кара Блэк Лизель Хубер                            | Кара Блэк Лизель Хубер                            | 3          | 7          | [10]       |   |                        |                        |                                                   |                                                   |                                                   |                                                   |                                                   |                                                   |       |       |       |
|  | 4          | Саманта Стосур Ренне Стаббз                       | Саманта Стосур Ренне Стаббз                       | Саманта Стосур Ренне Стаббз                       | Саманта Стосур Ренне Стаббз                       | Саманта Стосур Ренне Стаббз                       | Саманта Стосур Ренне Стаббз                       | 6          | 63         | [8]        |   |                        |                        |                                                   |                                                   |                                                   |                                                   |                                                   |                                                   |       |       |       |
|  |            |                                                   |                                                   |                                                   |                                                   |                                                   |                                                   |            |            |            | 1 | Кара Блэк Лизель Хубер | Кара Блэк Лизель Хубер | Кара Блэк Лизель Хубер                            | Кара Блэк Лизель Хубер                            | Кара Блэк Лизель Хубер                            | Кара Блэк Лизель Хубер                            | 60                                                | 7                                                 | 7     |       |       |
|  |            |                                                   |                                                   |                                                   |                                                   |                                                   |                                                   |            |            |            | 1 | Кара Блэк Лизель Хубер | Кара Блэк Лизель Хубер | Кара Блэк Лизель Хубер                            | Кара Блэк Лизель Хубер                            | Кара Блэк Лизель Хубер                            | Кара Блэк Лизель Хубер                            | 60                                                | 7                                                 | 7     |       |       |
|  |            |                                                   |                                                   |                                                   |                                                   |                                                   |                                                   |            |            |            |   |                        | 3                      | Нурия Льягостера Вивес Мария Хосе Мартинес Санчес | Нурия Льягостера Вивес Мария Хосе Мартинес Санчес | Нурия Льягостера Вивес Мария Хосе Мартинес Санчес | Нурия Льягостера Вивес Мария Хосе Мартинес Санчес | Нурия Льягостера Вивес Мария Хосе Мартинес Санчес | Нурия Льягостера Вивес Мария Хосе Мартинес Санчес | 7     | 5     | [10]  |
|  | 3          | Нурия Льягостера Вивес Мария Хосе Мартинес Санчес | Нурия Льягостера Вивес Мария Хосе Мартинес Санчес | Нурия Льягостера Вивес Мария Хосе Мартинес Санчес | Нурия Льягостера Вивес Мария Хосе Мартинес Санчес | Нурия Льягостера Вивес Мария Хосе Мартинес Санчес | Нурия Льягостера Вивес Мария Хосе Мартинес Санчес | 2          | 6          | [10]       |   |                        | 3                      | Нурия Льягостера Вивес Мария Хосе Мартинес Санчес | Нурия Льягостера Вивес Мария Хосе Мартинес Санчес | Нурия Льягостера Вивес Мария Хосе Мартинес Санчес | Нурия Льягостера Вивес Мария Хосе Мартинес Санчес | Нурия Льягостера Вивес Мария Хосе Мартинес Санчес | Нурия Льягостера Вивес Мария Хосе Мартинес Санчес | 7     | 5     | [10]  |
|  | 3          | Нурия Льягостера Вивес Мария Хосе Мартинес Санчес | Нурия Льягостера Вивес Мария Хосе Мартинес Санчес | Нурия Льягостера Вивес Мария Хосе Мартинес Санчес | Нурия Льягостера Вивес Мария Хосе Мартинес Санчес | Нурия Льягостера Вивес Мария Хосе Мартинес Санчес | Нурия Льягостера Вивес Мария Хосе Мартинес Санчес | 2          | 6          | [10]       |   |                        |                        |                                                   |                                                   |                                                   |                                                   |                                                   |                                                   |       |       |       |
|  | 2          | Серена Уильямс Винус Уильямс                      | Серена Уильямс Винус Уильямс                      | Серена Уильямс Винус Уильямс                      | Серена Уильямс Винус Уильямс                      | Серена Уильямс Винус Уильямс                      | Серена Уильямс Винус Уильямс                      | 6          | 4          | [8]        |   |                        |                        |                                                   |                                                   |                                                   |                                                   |                                                   |                                                   |       |       |       |
|  | 2          | Серена Уильямс Винус Уильямс                      | Серена Уильямс Винус Уильямс                      | Серена Уильямс Винус Уильямс                      | Серена Уильямс Винус Уильямс                      | Серена Уильямс Винус Уильямс                      | Серена Уильямс Винус Уильямс                      | 6          | 4          | [8]        |   |                        |                        |                                                   |                                                   |                                                   |                                                   |                                                   |                                                   |       |       |       |
|  |            |                                                   |                                                   |                                                   |                                                   |                                                   |                                                   |            |            |            |   |                        |                        |                                                   |                                                   |                                                   |                                                   |                                                   |                                                   |       |       |       |